# Wissenschaft und Fortschritt
Wissenschaft und Fortschritt war eine populärwissenschaftliche Monatszeitschrift für Naturwissenschaften und Mathematik der DDR mit Beiträgen aus allen Wissenschaftsbereichen. Sie wurde bis 1971 vom Zentralrat der Freien Deutschen Jugend – Verlag Junge Welt herausgegeben, danach von der Akademie der Wissenschaften der DDR und vom Akademieverlag Berlin gedruckt.

## Inhalt

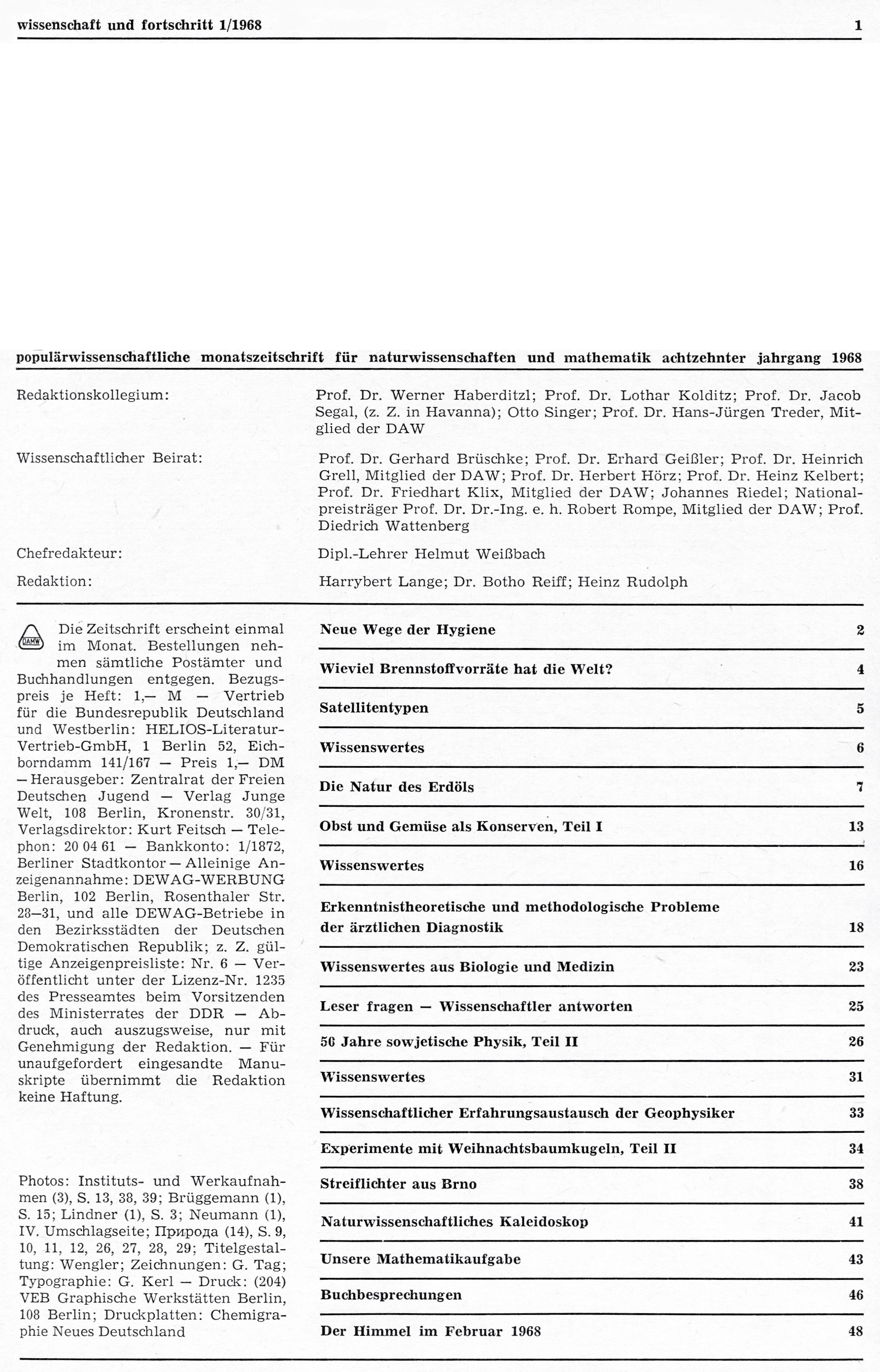
Beispiel einer Seite der Zeitschrift Wissenschaft und Fortschritt mit Impressum und Inhaltsverzeichnis; Herausgeber 1968 war der Zentralrat der FDJ (Freie Deutsche Jugend) – Verlag Junge Welt, Berlin

Die Zeitschrift enthielt mehrere zumeist kurze Aufsätze und Artikel, 20 bis 30 Seiten davon, etwa eine Seite Buchbesprechungen wissenschaftlicher und auch populärwissenschaftlicher Literatur, zwei bis drei Seiten mit aktuellen Kurzmeldungen aus der Wissenschaft, sowie jeweils zusätzlich eine Seite mit nichttrivialen Mathematik-Aufgaben und Lösungen.

## Geschichte
1989 äußerten sich die Autoren der Zeitung kritisch zur staatlichen Förderung der Schlüsseltechnologien in der DDR. Ihrer Meinung sei eine besondere Förderung dieser nur möglich und sinnvoll, „wenn sie auf einer vernünftigen, proportionalen Entwicklung aller Volkswirtschaftszweige basiert“.
Ehemalige Redaktions- und Verlagsanschrift: DDR – 1086 Berlin, Leipziger Straße 3–4.
Auf dem Gebiet der DDR wurde diese Zeitschrift unter dem Namen „WISSENSCHAFT UND FORTSCHRITT“ vertrieben, auch kurz „WiFo“ genannt. Frei zu abonnieren ca. ab 01/1975 (25. Jahrgang).
Das erste Heft erschien im Mai 1951. Die monatlichen Hefte wurden zu Jahrgängen zusammengefasst. Die Ausgaben bis Heft 12/1990 nannten sich „WISSENSCHAFT UND FORTSCHRITT“. Unter gleichem Namen erschienen die Ausgaben wieder ab 01/1991 – 12/1991. Die Hefte 01/1992 bis Heft 08/1992 nannten sich jetzt „WISSENSCHAFT UND FORTSCHRITT ZEITSCHRIFT FÜR INTERDISZIPLINÄRES DENKEN“. Danach gab es die zwei Ausgaben Heft 09/1992 und Heft 01/1993 unter dem Namen „WIFO JOURNAL WISSEN & FORSCHEN INTERDISZIPLINÄR“. Die Ausgaben sollten nur noch vierteljährlich erscheinen. Ab 08/1991 erschien die Zeitschrift in der Wissenschaftlichen Buchgesellschaft.

## Verkaufspreise
Die Hefte kosteten pro Ausgabe in der DDR:
- Asgb. Mai.1951-Dez.1952 .. 0,75 DM (Deutsche Mark der deutschen Notenbank/ 1. Ausgabe Mai 1951)
- Heft 01/1953 – 12/1962 .... 0,75 DM
- Heft 01/1963 – 07/1964 .... 1,00 DM
- Heft 08/1964 – 12/1967 .... 1,00 MDN (Mark der deutschen Notenbank)
- Heft 01/1968 – 09/1983 .... 1,00 M (Mark der DDR), im zweiten Halbjahr 1983 erschienen nur drei Ausgaben
- Heft 01/1984 – 12/1984 .... 0,90 M (reduzierte Seitenanzahl!)
- Heft 01/1985 – 06/1990 .... 1,30 M
- Heft 07/1990 – 06/1991 .... 3,00 DM (Deutsche Mark / Heft 01.1991 nicht oder in geringer Auflage erschienen)
- Heft 07/1991 – 12/1991 .... 6,00 DM
- Heft 01/1992 – 08/1992 .... 6,00 DM (WiFo für interdiszipl. Denken)
- Heft 09/1992 ................... 6,00 DM (WiFo Journal)
- Heft 01/1993 ................. 10,00 DM (WiFo Journal, letzte Ausgabe)

Im Ausland für die Jahrgänge:
- Heft 01/1975 – 12/1985 .... 2,00 Mark
- Heft 01/1986 – 12/1988 .... 2,50 Mark
- Heft 01/1989 – 06/1990 .... 3,00 Mark
- Heft 07/1990 – 10/1990 .... 3,00 DM (BRD u. Berlin West)

## Leser und Abonnenten
In der Regel wurden die Zeitschriften von Bildungseinrichtungen (auch im Ausland) abonniert. Bestimmte Personen (beruflich bedingt) konnten die Zeitschrift auch schon regelmäßig vor 1973 beziehen. Für frei erhältliche Ausgaben, quasi für „Jedermann“ war das erst ab einem Zeitraum von ca. 1973–1975 möglich (hing lokal vom Vertrieb der Post ab). Gelegentlich konnte man einzelne Ausgaben am Zeitungskiosk erstehen, diese waren aber sehr schnell vergriffen. Die Zeitschrift erlangte in privaten Haushalten keine große Verbreitung und komplette Sammlungen sind eher selten.

## Datenbankarchiv
Unter dem Weblink Datenbankarchiv befindet sich ein stichpunktartiges Datenbankarchiv der Ausgaben 01/75 bis 12/90 sowie 11 Titelbilder der Ausgaben 01/1951 bis 01/1993 der WiFo.